# Leptodactylon watsonii
Linanthus watsonii là một loài thực vật có hoa trong họ Polemoniaceae. Loài này được (A. Gray) Rydb. mô tả khoa học đầu tiên năm 1906.